# ぼくは航空管制官
『ぼくは航空管制官』（ぼくはこうくうかんせいかん）は、1998年9月に株式会社テクノブレインより発売されたWindows対応の日本初の航空管制シミュレーションソフト『ぼくは航空管制官シリーズ』の第1シリーズである。後続のシリーズと区別するために、便宜的に『ぼくは航空管制官1』（ぼくはこうくうかんせいかんワン）あるいは『初代ぼくは航空管制官』（しょだいぼくはこうくうかんせいかん）と称することもある。通称・略称はぼく管（ぼくかん）、ぼく管1（ぼくかんワン）、初代ぼく管（しょだいぼくかん）。
元々はPCゲームであったが、プレイステーション版、ゲームボーイアドバンス版、ニンテンドーDS版、携帯電話・PHS版、iOS版など派生ソフトも生まれている。

## 概要
それまでの航空業界を題材としたシミュレーションゲームで主流であった、航空機の操縦を目的としたゲームや、航空会社を題材とした経営シミュレーションゲームとは異なり、このゲームでは航空交通管制をメインとしている。プレイヤーは航空管制官として航空機の飛行・離着陸・地上移動について指示を行う。
『ぼくは航空管制官』では、2次元グラフィックの空港の俯瞰図上をドット絵の航空機が運行する。空港や上空の航路は一画面に収まるように簡略化されている。
飛行機も滑走路もターミナルもしっかり整備されているので、見やすくなっている。

## ゲームのシステム
本作のルールはおおむね次のとおりである。航空管制官であるプレイヤーは、各航空機のパイロットに運行の指示を出し、順調にフライトが進行すれば、得点[スコア]が加算されていく。ゲーム内で規定された一定時間が経過した時点で、得点が一定以上や、効率指数が一定以上であれば、ゲームクリアとなる。以下に、ゲームに登場する一般的な旅客機の出発・到着便の流れを示す。

### 出発便
デリバリー
出発を控えた航空機にデリバリーが出発許可を与える。出発許可自体はボタンひとつで出せるのだが、交信内容が非常に長く、ひとつしかない無線のチャンネルが長時間塞がれることにある。その間は、他の航空機に指示を出すことができなくなってしまう。そのため、航空機が多く登場する場面では、出発許可は慎重に出す必要がある。
グランド
グランドでは、出発許可を得た航空機に、まずはプッシュバックの許可を与える。プッシュバックが終わると、次に滑走路までの地上走行の許可を与える。滑走路へ向かう途中、他機がいるなどの理由で、誘導路を空ける必要があるときは、その場で停止するように指示を出したり、他機のルートを変更して回避することができる。滑走路に近づくと、タワーハンドオフ（タワー管制への引き継ぎ)を行う。
タワー
タワーでは、航空機に離陸の許可を与える。滑走路周辺の安全を確認した上で離陸許可ボタンを押す。許可を得た航空機は、滑走路に入り、離陸を行う。
航空機が、安定して上昇を始め、ある程度空港から離れたら、ディパーチャーへハンドオフ（管制業務の引き継ぎ）を行う。
ディパーチャー
ディパーチャーでは、主に他の管制区域までの管制を担当する。レーダーコンタクトや、上空で他機との衝突を減速で回避すること、他の管制区域に引き継ぎなどを行う。最後に、「さようなら。」で、プレイヤーの管制は終了。

### 到着便
アプローチ
到着便は、空港周辺の上空に来ると、四角いの飛行コースを回り続ける。アプローチは、この航空機に滑走路への着陸進入コースを指示する。離陸と同様に、安全に着陸を行うために、ゲーム画面に表示される風向きを見ながら、向かい風となる滑走路を選ぶ必要がある。着陸進入コースの指示を受けた航空機は、四角い飛行コースから離れて、最終の着陸態勢をとる。なお、飛行コースを飛んでいる間は、アプローチから加速・減速の指示を出すこともできる。
タワー
タワーでは、滑走路への最終の着陸態勢をとる航空機に着陸許可を与える。離陸の場合と同様に、滑走路周辺の安全を確認した上で着陸許可を与える。他の航空機が滑走路にいるなどの理由で、安全に着陸できないときは、着陸のやり直しを指示することもできる。その場合は、航空機は再度四角い飛行コースを回るコースに入り、アプローチの指示を受ける。
グランド
グランドでは、到着機を駐機場まで誘導する。空いている駐機場へと、航空機に地上走行の許可を与える。
航空機が駐機場に到着したら、その航空機の運行は終了となる。

## シリーズ一覧

### ぼくは航空管制官
ぼくは航空管制官は同シリーズの第一弾である。
- 1998年9月発売
- 登場空港…宮崎空港・広島西飛行場・松山空港・大阪国際空港・名古屋空港・東京国際空港

### パワーアップキット1
ぼくは航空管制官パワーアップキット1
- 1998年12月発売
- 登場空港…佐賀空港・福岡空港・小松空港

### バリューパック
ぼくは航空管制官バリューパック
- 登場空港…宮崎空港・広島西飛行場・松山空港・大阪国際空港・名古屋空港・東京国際空港・佐賀空港・福岡空港・小松空港

### パワーアップキット1特別版
ぼくは航空管制官パワーアップキット1特別版（-ぱわーあっぷきっとわんとくべつばん）
- 登場空港…宮崎空港・広島西飛行場・松山空港・大阪国際空港・名古屋空港・東京国際空港・佐賀空港・福岡空港・小松空港
- 「ぼくは航空管制官パワーアップキット1」がインストールされている必要がある。
- 難易度が「超難」のステージがある（大阪国際空港と名古屋空港）。

### パワーアップキット2
ぼくは航空管制官パワーアップキット2
- 1999年5月27日発売
- 登場空港…関西国際空港・新東京国際空港・新千歳空港
- 「ザ・エアラインクイズ」「トラフィック・エディタ」「ぼくはグランドサービス」の3本のおまけソフトも追加される。

### バリューパック2
ぼくは航空管制官バリューパック2
- 1999年5月27日発売
- 登場空港…宮崎空港・広島西飛行場・松山空港・大阪国際空港・名古屋空港・東京国際空港・関西国際空港・新東京国際空港・新千歳空港
- 「ぼくは航空管制官リニューアル版」と「パワーアップキット2」のセット。

### パワーアップキット3
ぼくは航空管制官パワーアップキット3
- 1999年9月10日発売
- 音声制御可能になり、管制官のATCをプレイヤー自身が演じることができる。

### リニューアル版
ぼくは航空管制官リニューアル版（-りにゅーあるばん）
- 2000年3月発売
- 登場空港…「ぼくは航空管制官」と同じ
- Windows 2000に対応した。

### 航空祭記念バージョン
ぼくは航空管制官 航空祭記念バージョン（-こうくうさいきねんばーじょん）
- 1999年8月発売
- 特製マウスパッド付き

### 特選
特選 ぼくは航空管制官（とくせん-）
- 1999年12月発売
- コンビニ限定発売

### ViaVoice体験パック
ぼくは航空管制官 ViaVoice体験パック（-びあぼいすたいけんぱっく）
- 1999年12月発売
- 音声認識とインターネットが楽しめる

### チャレンジ！
ぼくは航空管制官チャレンジ！
- 2000年11月17日発売
- フライトシミュレータ「休日は飛行機に乗って。〜JAS虹の翼〜」の体験版と、スクリーンセーバーとしても使用可能な「Real Time Flap Board」を付属。
- 「特選 ぼくは航空管制官」のリニューアル版。

### 声でぼくは航空管制官
声でぼくは航空管制官（こえで-）
- 2000年11月発売
- ViaVoiceV8発売記念限定版。限定2001セット。

### フルステージ
ぼくは航空管制官フルステージ
- 2001年5月18日発売
- 登場空港…宮崎空港・広島西飛行場・松山空港・大阪国際空港・名古屋空港・東京国際空港・佐賀空港・福岡空港・小松空港・関西国際空港・新東京国際空港・新千歳空港
- 「ぼくは航空管制官」と「パワーアップキット1」「パワーアップキット2」のセット。

なお航空会社は国内線に限らず国際線もあるのでいろいろな、管制を楽しめる。

## 動作環境
本作の動作環境を右に示す。

## Windows版以外の作品

### プレイステーション版
ぼくは航空管制官はプレイステーションへの移植作品。
- 1999年12月22日発売。発売元：日本シスコン…ぼく管をベースに羽田・成田・新千歳・名古屋・大阪・関空・広島西・福岡・宮崎・佐賀・小松の10空港が収録されたパッケージ。収録全航空会社の協力が得られているので全て実名になっている。2012年3月28日にPlayStation Storeにてゲームアーカイブスとしてダウンロード販売された。[4]

### ゲームボーイアドバンス版
ぼくは航空管制官はゲームボーイアドバンスへの移植作品。
- 2001年3月21日発売。発売元：タム、開発元：グラフィックリサーチ…ぼく管をベースに羽田・名古屋（現：県営名古屋空港）・関空・新千歳の4空港を収録したもの。日本エアシステム（現日本航空）のみの協力の為、JAS以外は全て架空の航空会社になっている。

### ぼくは航空管制官DS
ぼくは航空管制官DSはニンテンドーDSへの移植作品。
- 2007年2月22日発売。発売元：インターチャネル・ホロン、開発元：ソニックパワード…ぼく管のシステムをベースに福岡空港、関西国際空港、中部国際空港、羽田空港、新千歳空港を収録。収録航空会社は全て架空である。

### RUNWAY STORY
ぼくは航空管制官 RUNWAY STORY 大阪はiOSへの移植作品。有償版。
- 2011年11月3日発売。発売元・開発元：ソニックパワード…ぼく管をベースに大阪国際空港を収録。登場航空会社は全て架空。パソコン版に無いストラテジーモードがある[6]。

ぼくは航空管制官 RUNWAY STORY 大阪 Liteは上記作品の無償版
- 2011年11月30日発売。発売元・開発元：ソニックパワード…ぼく管をベースに大阪国際空港を収録。上記のチュートリアルを体験できる。[13]

### Mobile版
au（EZアプリ、BREWとjava）、NTTドコモ（iアプリ)、ソフトバンクモバイル（S!アプリ）、ウィルコム（javaアプリ）に2Dの「ぼく管」タイプが配信されている（配信元：ソニックパワード）。収録航空会社は架空で、日本エア、全日本航空、ノースフライト、マレー航空、シエルフランスといった名称になっている。しかし、ANA版では全日空機運用を体験する事ができる。

#### au
- ぼくは航空管制官 for BREW…福岡空港（初級、中級）・関西国際空港（中級）・中部国際空港・成田国際空港（上級）・東京国際空港（初級）・新千歳空港（中級）・宮崎空港（初級）の9つのソフトがある。
- ぼくは航空管制官 for Phase3.0…チュートリアル（無料）・体験版（無料）・関西国際空港（初級、中級、上級）・福岡空港（初級、中級）・名古屋空港（初級、中級、上級）・宮崎空港（初級、中級）・新千歳空港（中級）・成田国際空港（初級、上級） ・東京国際空港（初級）・中部国際空港の17のソフトがある。[5]

#### docomo
- ぼくは航空管制官DX for i…成田国際空港（上級）・関西国際空港（中級、上級）・福岡空港（中級）・宮崎空港（初級）・チュートリアルの6つのソフトがある。
- ぼくは航空管制官 for i…福岡空港（初級、中級）・名古屋空港（中級、上級）・新東京国際空港（上級）・新千歳空港（上級）・ 宮崎空港（初級）・ 東京国際空港（中級）・中部国際空港（初級）・チュートリアルの10のソフトがある。

#### SoftBank
- ぼくは航空管制官 for S!…関西国際空港（初級、中級）・新千歳空港（中級）・成田国際空港（上級）・宮崎空港（初級、中級）・中部国際空港・福岡空港（初級）・体験版（無料）の9つのソフトがある。

#### WILLCOM
- ぼくは航空管制官EX for WILLCOM…関西国際空港（中級）・福岡空港（初級）・新千歳空港（中級）・宮崎空港（初級）・中部国際空港・チュートリアル（無料）の6つのソフトがある。
- ぼくは航空管制官 for WILLCOM…新千歳空港（中級）・宮崎空港（初級）・関西国際空港（中級）・福岡空港（初級）・中部国際空港・チュートリアル（無料）の6つのソフトがある。

## その他

### ぼくはグランドサービス
「ぼくは航空管制官パワーアップキット2」をインストールすると、おまけとして追加される。プッシュバックやマーシャリングといった地上スタッフの仕事がゲームとしてプレイできる。